# Idea niasica
Idea niasica är en fjärilsart som beskrevs av Hans Fruhstorfer 1903. Idea niasica ingår i släktet Idea och familjen praktfjärilar. Inga underarter finns listade i Catalogue of Life.